# Augusto Maria Sisson
Augusto Maria Sisson Filho (Niterói, 15 de novembro de 1894 — Porto Alegre, 26 de março de 1982) foi futebolista brasileiro que atuou como volante. Era casado com Zaida Antunes, irmã dos também jogadores do Grêmio Álvaro Antunes e Armando Luiz Antunes. Era filho do General Augusto Maria Sisson e Alice Martins de Araújo, sendo neto dos franceses Sebastien Augustin Sisson e Marie Justine Faller. 

## Carreira
Jogou no Inter, Grêmio e Flamengo, ganhando destaque pelos 14 gols marcados na goleada de 23 a 0 contra o  Nacional, da cidade gaúcha de São Leopoldo, em 25 de agosto de 1912 e por ter sido um dos primeiros jogadores a vestir a camisa do Grêmio e do Inter. Após aposentar-se, atuou como na direção do Guarany Futebol Club, de Alegrete (RS).
Teve uma breve passagem na seleção brasileira em setembro de 1920, jogando três jogos pelo Campeonato Sul-americano de 1920. No mês seguinte, teria se envolvido numa polêmica antes do jogo contra a Argentina.
Como curiosidade, também praticou hóquei sobre patins, tendo marcado o primeiro golo, na vitória no jogo inter-estadual entre o Flamengo e o São Paulo Hockey Club (6-1), disputado a 6 de Julho de 1919, logo no seu primeiro jogo oficial nessa modalidade. 

## Títulos
Flamengo
- Campeonato Carioca: 1920